# Маржинальная прибыль
Не следует путать с предельной прибылью.
Маржинальная прибыль, или маржинальный доход (англ. contribution margin), — разница между выручкой от реализации и переменными затратами:
Маржинальная прибыль = Выручка от продаж - Переменные затраты
Таким образом, для достижения точки безубыточности маржинальная прибыль должна покрывать постоянные затраты. Измеряется на единицу продукции, а также по целому направлению или подразделению.
Маржинальная прибыль представляет собой общий прирост денежных средств от реализации товара, или «вклад на покрытие». В точке безубыточности маржинальная прибыль равна постоянным затратам, иными словами, объем реализации такой, что предприятие покрывает все свои затраты, не получая прибыли, то есть маржинальная прибыль только покрывает постоянные затраты.